# 復讐教室 (漫画)
『復讐教室』（ふくしゅうきょうしつ）は、要龍による日本の漫画。原作はE★エブリスタに投稿された山崎烏の小説『復讐の唄』（双葉文庫版刊行時に同じく『復讐教室』と改題された）で、漫画もE★エブリスタで配信された。単行本は双葉社からアクションコミックスのレーベルで全7巻が刊行されている。

## あらすじ
白咲中学校3年3組に在籍している藤沢彩菜はクラスメイト全員にいじめられていた。それはいじり、無視、物隠しなどの生易しいものでは留まらず、カツアゲ、レイプ、激しい暴行など熾烈を極めていた。それでも彩菜は、自分が大人しくしていれば早く終わると信じ、卒業までひたすら耐え忍ぶ日々を送っていた。
ある日、交差点で信号待ちをしていると、同じ学校の制服を着ている何者かに突き飛ばされ、交通事故に遭ってしまう。幸いにも軽傷で済んだが、この出来事をきっかけにこのままでは殺されると確信し、命を賭けて狩り返すという考えに至り、学校に復帰するまでの3週間入念な調査と計画を立て、クラスメイト全員に復讐を誓う。

## 登場人物

### 白咲中学校3年3組

#### 主人公とその協力者
藤沢 彩菜（ふじさわ あやな）
本作の主人公。クラス中から暴行や恐喝をはじめ、あらゆるイジメに遭っていた女子生徒。
ある朝、通学途中の横断歩道で何者かに背中を押され、交通事故に見舞われる。幸い3週間程度の入院で済んだものの、それを機にクラス全員への復讐を決意し、憎い者たちを不幸のどん底に陥れていく。
父親が会社経営者で生活自体は裕福。温室育ちのため、自己中心的な思考や行動が目立つが心優しい一面も持っており、小学生の頃、一緒にお祭りに行けなかった美穂のために露店の食べ物を買いに走ったり、中学2年には常盤蓮を保健室に連れて行き介抱している。また、北浦亮から好意を抱かれ告白されたこともあっただけでなく、いじめがエスカレートしてしまうまでは、美穂を始め結子、恵美、梨乃等と仲の良い友人が何人もいたりと学校内における人間関係は悪くなかった。一方、父親からは高圧的で傲岸不遜な振る舞いも相まって愛されていないと感じており、苦手意識を持っているばかりか家でも進んでコミュニケーションを取ろうともしなかった。母親との関係も、母親の保身や世間体ばかり考える態度もあってか、いじめの事件がエスカレートするにつれて拗れていってしまう。
物語が進むにつれて凄惨ないじめと悲劇を体験したこともあり、翔太に無責任な対応を見せたり殺しかねない行動をおこなう残忍さを見せ、復讐対象者の死についても、次第に心を痛めなくなる冷酷な人物になっていった。
終盤では、いじめの主犯格や黒幕を殺害して他の復讐対象者を探している時に翔太に無責任な対応をしたことが仇となり、現れた狂気の翔太に追いかけ回されて高い所から転落し、その後、意識不明の状態が続いている。
小説ではいきさつが異なり、いじめで精神的に追い詰められ自殺願望を抱くが、クラス全員を破滅に追い込むことを最後の生きる糧にする、というプロローグとなっている。漫画とは異なり全てのクラスメイトに復讐（復讐したつもりとしたこともある）を果たし、漫画同様最後に翔太によって高い所から転落させられ死亡することになるが、こちらは自業自得と割り切っており対象の範囲は定かではないが心の中で謝罪していた。
野村 藍（のむら あい）
クラス内で浮いていた地味な女子生徒。彩菜の1人目の協力者であり、作中最後の死亡者。
彩菜へのいじめが始まり、加速するまでは自身が無視される等のいじめに遭っていた。瀬尾の件以降、彩菜のことを慕うようになり、率先して協力するまでに至る。彩菜の調べによるとアニメが好きなようで、それを活用して彩菜の復讐に役立てたこともある。
彩菜の復讐は積極的に協力しているものの、次第に独断で復讐に対して口を挟んだり行動する場面が目立つようになっていき、彩菜との関係にも亀裂が生じていく。普段は目立たないが、しっかり化粧やお洒落をすれば、何も知らない男子からはかなりモテる様子。
吉永 翔太（よしなが しょうた）
彩菜の2人目の協力者。長身だが、非常に臆病な男子生徒で他者から強く問い詰められるとすぐにオドオドしてしまうが、一度感情的になったら、不良生徒も恐れる殺気を放つばかりか凶器で相手を傷つけることも躊躇わなくなる凶暴さもある。
彩菜が酷いいじめを受けていた時も、見て見ぬふりを決め込んでいた。一方で、自身も不良男子と思しき生徒からいじめられていた描写もあり、酷い時は生活費をカツアゲされた事もあった。
窃盗癖があり、その場面を彩菜に写真に撮られたうえで見咎められてしまう。そして「復讐の手助け」を強要されて以降、藍と並ぶ実行役となる。その反面、藍と比べると彩菜からは自身の失態が原因で、厳しく責められたり汚れ役を押し付けられることもあった。
彩菜に復讐を強要されていく内に精神の均衡を崩していき、自分が追い詰められた時に彩菜に無責任な対応を取られたことや、復讐対象者が翔太を挑発するような行動を行ったことでその復讐対象者を殺害し、彩菜の策で監禁される。その後は何者かに助けてもらい、狂人と化した状態で彩菜の前に現れ襲い掛かり、彩菜が高い所から転落する原因を作った。最後は隔離病棟に入院することになる。
家は貧乏で、祖母の年金で妹達と共に暮らしている。窃盗癖も家族にプレゼントを贈りたいと思うが故の行動である。中学卒業後は、アルバイトをしながら定時制の高校に通う予定だった。

#### ターゲット
瀬尾 優斗（せお ゆうと）
1人目のターゲット。1998年2月7日生まれ。B型。自他共に認めるイケメンの軟派男であり、常に鏡を眺めているナルシスト。表向きは女性に優しいが、本性は卑劣で外道な性格。
過去に彩菜の相談に乗る振りをして、彩菜を襲った。更には6人の女子にも手を出していて、それぞれの女子や周囲に知られないよう注意深く行っている。
滝嶋 結子（たきしま ゆうこ）
2人目のターゲットであり、1人目の死亡者。1998年8月21日生まれ。A型。
姉御肌で気の強いクラス委員長。恵美と仲が良い。
成績優秀、スポーツ万能で才色兼備な優等生で正義感の強い人物だが、同時にプライドも高い。厳しい親から逃れるために内緒でクラブ通いをしている。その親も結子の成績や結果が期待通りにならなかったら、厳しい折檻を当然のようにするほど。かつては彩菜と友達であったが、受験や部活動のストレスから彩菜に八つ当たりしてしまい、そこから疎遠になった事がきっかけで彩菜へのいじめが加速した。彩菜とは疎遠であるものの、内心では彩菜を突き放してしまったことに対し、少なからず罪悪感を抱いていた。
峰嶋 貴志（みねしま たかし）
3人目のターゲット。小太りな体型。
あることないことや人の悪口を吹いて回るのが趣味で他人を馬鹿にする発言も目立っていた。そのため、男子・女子共に煙たがられているだけでなく人望もない。イジメが始まってからは、彩菜の悪口を散々言いふらし、エスカレートしていく要因を作っていた。その一方、話しかけていた生徒から疎んじられている様子も目立っていた。
菅原 千鶴（すがわら ちづる）
4、5人目のターゲットの片割れ。楓とは親友同士。
プロポーション抜群の不良少女で、歌が上手い。楓とは過去に二股をかけられた男子を巡っては制裁して以来運命を感じており、お互い友達以上の感情を抱きつつある。彩菜を含めた弱い人間からカツアゲをしているが、楓と比べると若干良心的な考えを持っている。援助交際まがいのことをして男から金を巻き上げているが、その行為に飽きている。
三輪 楓（みわ かえで）
4、5人目のターゲットの片割れ。千鶴とは親友同士。スレンダー体型の不良少女。彩菜を含めた弱い人間からカツアゲをしている。
千鶴とは過去に二股をかけられた男子を巡っては制裁して以来運命を感じており、それから一緒に行動することが多くなった。千鶴と比べるとあくどい行動をすることに抵抗がなく、援助交際まがいのことをしては男から金を巻き上げている。本人は「千鶴がいればそれでいい」と言い切るほどに千鶴への依存心が強い。
窪田 恵美（くぼた えみ）
6人目のターゲットであり、2人目の死亡者。結子の親友で彩菜ともかつて仲の良い親友同士であった。天然な一面はあるが、本来は困った人を放っておくことのできない、心優しく良識的な人物である。
写真撮影が好きで、買ってもらったスマートフォンでよく撮影をしている。高校に進学したら、親にデジタルカメラを買ってもらう約束も交わしている。将来は写真家を志しているようで、結子からも「いいよね、夢があって」と羨ましがられていた。
彩菜がいじめを受けて以降は疎遠になっていたものの、一人にしてしまったことについては少なからず罪悪感を抱いている。
五十嵐 隼人（いがらし はやと）
7人目のターゲット。オタク系男子で小柄な体格。
実家が裕福で美少女への金遣いは相当荒く、何かとお金で解決しようとするきらいがある。彩菜曰く、自称「人気者」。不良生徒に定期的にお金を渡しては、自身や自分が気に入った人物の安全を確保している。彩菜にもアプローチしたことはあるが、自分の思い通りにならなかっただけで彼女を否定的に見ている。
森谷 直人（もりや なおと）
8人目のターゲット。真面目なメガネ男子。
蓮達の命令で彩菜とキスをしていたが、彩菜と付き合っているという噂をSNSで流していた。彩菜が酷いいじめを受ける要因を作ってしまった人物の一人でもある。
川本 大輔（かわもと だいすけ）
9人目のターゲットであり、3人目の死亡者。
蓮の取り巻きで、性的暴行を中心に彩菜を特にいじめていた人物の一人。
蓮とつるんでいるが、同時にかなり怯えてもいる。蓮曰く「嘘がわかりやすすぎ」とのことで、隠し事は苦手なようである。
山瀬 裕也（やませ ゆうや）
10人目のターゲット。糸のように細い目でクラス委員長を務める優等生で一部のクラスメイトから「勉強サイボーグ」や「スーパー優等生」と呼ばれたこともある。
亮や蓮とは幼馴染。実家が華道教室で、幼い頃からそれが原因でからかわれていたが、その度に亮や蓮に助けられていた。温厚で礼儀正しいが、クラスが混乱する中でも落ち着いた態度や対応を常に取っていられるほど冷静な性格の持ち主。一方、一度激情に駆られたら、周囲から動揺されずにいられなくなるような行動や言動をすることもある。
夏目 麻衣（なつめ まい）
11、12人目のターゲットの片割れ。成績優秀な太め系女子で「勉強を取ったらもう…」と思い込むほどのガリ勉。美里と仲が良い。
彩菜が酷い仕打ちを受けていても、見て見ぬふりを決め込んでいた。
古賀 美里（こが みさと）
11、12人目のターゲットの片割れ。オカルト好きな女子であり、呪いやお化けといった類の言葉を口に出しては周囲を大なり小なり困らせてしまうこともある。麻衣と仲が良い。
越智 一真（おち かずま）
13人目のターゲットであり、4人目の死亡者。蓮の取り巻きで彩菜を特にいじめていた人物の一人。
沙知に交際を迫っていた。強面な不良のうえに体格も良いため、恐れている生徒も多い。彩菜からも内心で「喧嘩馬鹿」と思われている一方で、行動を共にしている蓮のことはかなり恐れているが、時折会っては近況報告したりと仲が険悪というわけでもない。欠席者を出すにつれクラスが崩壊した後、翔太と同じ学区になった。
事件がエスカレートしていく中で、翔太の行動に対して疑問を抱くようになっていく。蓮や大輔のことは悪友としても含めてだが、友人として大切に思っている。
14人目のターゲット。
稲葉 結衣（いなば ゆい）
15〜18人目のターゲットの1人。哲也と付き合っている。
安奈と仲が良く、将来の結婚式を互いのカップルと合同で挙げようと決め合ったほど。彩菜を真莉達と共にいじめている。
欠席者を出すにつれクラスが崩壊した後もストレス発散を目的に、真央や詩織達と一緒になって彩菜をいじめていた。
岡崎 安奈（おかざき あんな）
15〜18人目のターゲットの1人。政敏と付き合っている。
結衣と仲が良く、将来の結婚式を互いのカップルと合同で挙げようと決め合ったほど。彩菜を真莉達と共にいじめている。
欠席者を出すにつれクラスが崩壊した後もストレス発散を目的に、真央や詩織達と一緒になって彩菜をいじめていた。
小林 政敏（こばやし まさとし）
15〜18人目のターゲットの1人。右目を隠している男子。安奈と付き合っている。
欠席者を出すにつれクラスが崩壊した後、振り分けられた中学校では藍と同じ地区になり、外見が変わった藍に困惑していた。
志水 哲也（しみず てつや）
15〜18人目のターゲットの1人。結衣と付き合っている。欠席者を出すにつれクラスが崩壊した後、彩菜が振り分けられた南ヶ原中学校に通う。
阿部 祐樹（あべ ゆうき）
19〜21人目のターゲットの1人。亮、健太郎と仲が良い。サッカー部所属で梨乃とは両想い。
中学卒業後は、梨乃と一緒の高校へ進学することが決まっている。ある事情がきっかけで健太郎と共に、彩菜がいじめを受けている様子を見ては健太郎と一緒になって陰口を言っていた。その上、自身と仲が良く正義感の強い亮を、彩菜がいじめられている現場を先に気付いては彼を遠ざけており、間接的ながら彩菜へのいじめがエスカレートする要因を作っていた。
辻村 健太郎（つじむら けんたろう）
19〜21人目のターゲットの1人。亮、祐樹と仲が良い。関西弁が特徴的で、ある事情がきっかけで祐樹と共に彩菜に対して陰口を言うなど、当たりが酷かった。
友人想いなのは確かだが、実際は自分にとって気に入らない人物には閉鎖的な態度を取ったり、当てつけと認識せざるを得ない発言や振る舞いをすることも珍しくない性分である。
若槻 梨乃（わかつき りの）
19〜21人目のターゲットの1人。温厚で優しく良識的な考えを持った少女。サッカー部のマネージャーで、同じくサッカー部に所属している祐樹とは両想い。中学卒業後は、裕樹と一緒の高校へ進学することが決まっている。
彩菜とは中学3年間一緒のクラスだったため仲が良かったが、とある理由で裏切る。そして、彩菜が酷いいじめを受ける遠からぬ要因を作ってしまい、彩菜に対して強い後悔の念と罪悪感を抱いていた。
常盤 蓮（ときわ れん）
22人目のターゲット。生徒はおろか教師からも恐れられているクラス1の不良男子。
一真と大輔のリーダー的存在であり、大輔からはかなり恐れられており、一真からも「人を殺した事があるんじゃないか？」や「普通じゃない」と疑念や恐怖心を抱かれている。学校の外にも不良やチンピラの仲間がおり、バイクも乗り回している。裕也や亮とは幼馴染。美穂に対しては彼女が病弱なのは知っているものの、それでも対等な口調で接していたり気に掛けたりと一目置いている。
かつて彩菜をいじめていた男子グループの主犯格。彩菜からも「凶暴で凶悪で最低最悪な人間」と思われている。
相手に暴力を振るうことに何の躊躇いもないばかりか、煙草を吸っていたり、他者から自身の行いを非難されても悪びれる素振りを全く見せないほど素行が悪い。また、中学2年時に上級生数人を相手しても、逆に返り討ちにしたほど喧嘩が強い。この時から彩菜と面識や接点があり、彼女からけがの手当てをされたりもしていた。
彩菜からもいじめの主犯格と認識され、相当な憎悪と怒りを抱かれている。

#### 他のクラスメイト
塚本 美穂（つかもと みほ）
5人目の死亡者。ミステリアスな雰囲気とハーフツインテールが特徴。彩菜の元親友で小学校時代から一緒だった。
定期的に腎臓透析を受けているほど病弱で、保健室にいることが多い。趣味は読書で、太宰治の『人間失格』をよく読んでおり、時に読んでいる本の文章を口にしたりすることもある。蓮とは顔馴染みなのか、一目置かれているような扱いをされているだけでなく、自身が病気で苦しんでいる時は介抱されていた。
欠席者を出すにつれクラスが崩壊した後、彩菜が振り分けられた南ヶ原中学校に通う。
彩菜が酷いいじめを受けている間も鞠莉のグループに属し、彩菜と同じ学区に振り分けられてもいじめ事件について意味深な発言をしては、我関せずな振る舞いをしてはいたが…。
結城 真莉（ゆうき まり）
6人目の死亡者。彩菜の元親友。茶髪のツインテールが特徴。いじめグループのリーダー格。父親は亡くなっており、古びたアパートで一人暮らしをしている。
驚くことはあっても、落ち着いた行動や思考ができる冷静さと自分と仲の良い人物に対しても自重しない発言や振る舞いをした時は厳しく批判する気丈さを持っている。
かつて彩菜を酷くいじめていたが、本人自体は目立って酷い仕打ちをしていなかった。欠席者を出すにつれクラスが崩壊した後、彩菜が振り分けられた南ヶ原中学校に通う。
その後、自重しない真央や詩織と仲違いし始めたり、彩菜を精神的にフォローする場面が見られるようになった。
彩菜からも「自分が万全でない間は行動を共にした方がいいかも」と思わせるほど信用されつつあったが…。
北浦 亮（きたうら りょう）
彩菜に思いを寄せる男子。正義感が強く友人想いな性格で、どのような生徒とも分け隔てなく接する誠実な人柄の持ち主。健太郎、祐樹と仲が良い。蓮や裕也とは幼馴染。
クラス内の揉め事にも公正に対処しようとする善良な人格者であるが、チンピラ数人を相手取ってもほとんど無傷で倒すほど喧嘩が強い。かつて彩菜とは学校行事を通して好意を抱くようになり告白したこともあったが、（彩菜の意志ではないが）手酷い振られ方をされており、それが原因で彩菜がクラス中から酷いいじめを受けてしてしまうことになってしまう。
幼い頃は蓮や裕也とよく遊んだりするほど親しかったが、中学3年の時点では単なるクラスメイトでしかなくなっていた。いじめ事件がエスカレートする中で彩菜が自分を振った理由は、クラスメイトのいじめや蓮も関係していることを知って以降、独自に蓮の行方やいじめ事件について単独で調べるようになっては学校にも行かなくなってしまう。しかし、亮自身は蓮のことを心配してもおり、彩菜のことも変わらず想っている。
渋谷 真央（しぶや まお）
不良女子。ポニーテールとそばかすが特徴的。
かなり陰湿で直情的かつ暴力的な性格をしており、クラスの中では一際酷く彩菜をいじめているばかりか、「結局みんなクズ」と断じ切るほどに性根が腐り果てている。また、彩菜をいじめたいがために彼女を庇おうとする人物に対しても、弱みを握ったり根も葉もない噂を広げようと脅しては彩菜の味方をしようとする人物の立場を危うくさせる行為も平気で行う。
クラスが振り分けられた後は彩菜や鞠莉と別の学区になっても、詩織と共に因縁を付けてくる人物へ暴行を加えたり、懲りずに彩菜を執拗にいじめたりと全く自重しようとしない行動を起こしていた。
真央の目的は、彩菜を自殺に追いやろうとすることであり、物語開始以前から終盤にかけて犯罪同然のいじめをほぼ継続的に行っていた。そしてその目的の根底には…
奥井 詩織（おくい しおり）
不良女子。左目を前髪で隠した、黒髪のショートカット。
真央同様にかなり陰湿で暴力的な性格をしており、クラスの中では一際酷く彩菜をいじめている。真央と比べると理性的であり、真央が取り返しが付かなくなる暴挙を働きかけた際は止めていたこともある。一方で、自身もクズな人間であると完全に認めてすらいる。
クラスが振り分けられた後は彩菜や鞠莉と別の学区になっても、詩織と共に因縁を付けてくる人物へ暴行を加えたり、懲りずに彩菜を執拗にいじめたりと全く自重しようとしない行動を起こしていた。
詩織の目的は、彩菜を自殺に追いやろうとすることであり、物語開始以前から終盤にかけて犯罪同然のいじめをほぼ継続的に行っていた。そしてその目的の根底には…。

### その他
池田 沙知（いけだ さち）
彩菜の後輩。白咲中学校2年2組。瀬尾が交際している女生徒の1人。明るく美人で学年を問わず、男子から高い人気を集める。
越智に交際を迫られているが、はっきりとは断れずおり、そのせいで他の男子生徒も気軽に近づけない状況に置かれている。本人は瀬尾に対して結構本気にしており、毎週金曜日に瀬尾とこっそり会ってはデートしていたが、彼の本性を知り幻滅。彼を只管罵倒し、「学校中に言いふらす」と言い放ち、一方的に別れを告げる。その後は転校した模様。
藤沢 雪（ふじさわ ゆき）
彩菜の母親。彩菜を心配しているように見えるが、実際は夫・総一郎から責められたり見放されるのをとても恐れており、彩菜の精神面や状況より自身の保身を優先してしまうことがほとんどの事なかれ主義。
彩菜がクラス振り分けで別の学校に行くことになっても、世間体や自身の保身ばかり考えていた。いじめが事件として表面化し、自身にも被害が及ぶようになるにつれて、彩菜を一方的に貶したり責めたりするようになっていく。
藤沢 総一郎（ふじさわ そういちろう）【漫画版】 / 藤沢裕介（ふじさわ ゆうすけ）【小説版】
彩菜の父親。企業を経営する社長だが、非常に傲岸不遜な性格。
作中における全ての元凶と言うべき存在。彩菜に対して厳しい躾をしており、彩菜の現状や悪い意味で変わりゆく状況に対しても、まるで関心や思いやりを示さない態度を取り続けていた。いじめが事件として表面化していき、自分の期待通りの人物に育たない彩菜があることをしたせいでついに…。
西島（にしじま）
彩菜が起こした事件を捜査している警察官。
福島（ふくしま）
漫画版のみの登場人物。彩菜とは小学校時代の同級生。欠席者を出すにつれクラスが崩壊した後、彩菜が振り分けられた南ヶ原中学校に通う男子中学生。
彩菜が自身の学校に来た時も何かと気にかけていた。自身の父が警察官であり、作中で発生した事件を捜査している課のリーダーでもある。

### 原作にのみ登場
ジェネラルエイジ
5人組のハードロック系アイドルグループ。

## 結末
3年3組の生徒たちが辿った末路は、五十音順で以下の通り。
| 生徒        | 結末 | 詳細 |
| ----------- | ---- | --- |
| 阿部 祐樹   | 入院 | 町を徘徊していた彩菜を見つけ尾行するも、逆に返り討ちされてしまい、彩菜が隠れ家として使っていた倉庫で身体を拘束される。殺される恐怖の余り、命乞いするばかりか亮が大輔にやってしまったことを口走ってしまう。彩菜に「亮はお前(彩菜)が本当に好きだったんだ」と伝えるも、既に彩菜は亮にまで復讐してしまおうという考えに至っていた。 彩菜の策で梨乃をおびき出され、梨乃を冷水で水攻めにされている所を止めるよう呼びかけるも、元々復讐する気だった彩菜は祐樹と梨乃を倉庫に閉じ込めて放火してしまう。 最終的には火事で死にそうになった梨乃を助けるために右足が義足となり、リハビリ生活。その後は健太郎と梨乃、自身を含む3人で自首した亮が帰ってくる日を待つと決めた。 |
| 五十嵐 隼人 | 不明 | 彩菜と藍の策で不良に金銭目的で半永久的に目を付けられるようになる。 |
| 稲葉 結衣   | 逮捕 | 彩菜・真莉への悪質な嫌がらせを行い、真央と詩織にその罪を擦り付けようとした。 最終的には美穂が提出した証拠が決め手となり、警察に事実を突き止められ、連行される。 |
| 岡崎 杏奈   | 逮捕 | 彩菜・真莉への悪質な嫌がらせを行い、真央と詩織にその罪を擦り付けようとした。 最終的には美穂が提出した証拠が決め手となり、警察に事実を突き止められ、連行される。 |
| 奥井 詩織   | 逮捕 | 真央と一緒に彩菜を自殺に追い込むようないじめをした理由は、真莉の彩菜への復讐を実現させるためだった。真莉・真央とは小学校の時から仲が良く、「運命共同体」と信じ切るほどであり、彩菜への復讐が終わったら三人で幸せになろうという約束を交わしていた。鞠莉の父親が自殺した時は心から真莉を気に掛けていて、真莉が不良集団から酷いレイプをされた現場や自殺しようとした現場を見た時は心からショックを受けていた。 彩菜を探す真莉に同行するも、彼女に一瞬目を離した間に何者かによって襲われてしまう。 最終的には入院。右腕と左足を欠損する重傷と精神崩壊を招いている。 |
| 越智 一真   | 死亡 | 彩菜と翔太の連携によって追い込まれた挙句、錯乱した翔太により殺害。 その後は彩菜によって死体は廃ビル近くの庭に埋められ、廃ビルの一室が血の海となった殺害現場に翔太も一緒に閉じ込める形で処理した。 |
| 川本 大輔   | 死亡 | 彩菜が蓮の名前を騙って廃ビルに来るよう連絡を受け、辿り着いた所に彩菜の姿を見つけ襲い掛かるも、事前に仕掛けていた凶器付きの落とし穴に落とされる。その上、廃ビルで彩菜に性的暴行をしていたやり取りを録音されてしまった事で、自身が警察を当てにできなくなり、蓮に目を付けられ兼ねない状況に陥ってしまう。 彩菜からの復讐後、肉体も精神もボロボロに崩壊されて歩いているところに自分が彩菜を強姦した事実を、偶然耳にし激昂した亮によって歩道橋から突き落とされた挙げ句、トラックに撥ねられ死亡する。 |
| 北浦 亮     | 逮捕 | 大輔を殺めてしまった件について、自首。警察から見て情状酌量の余地ありだったのだが、亮自身が「罪を償いたい」という希望の下での結果。 救急搬送される蓮に諭されたことで彩菜の復讐を自身が止めると決意。しかし、亮が辿り着いた時には既に手遅れであり、変わり果てた彩菜を抱いて泣き叫んだ。 |
| 窪田 恵美   | 死亡 | 彩菜に謝罪した後、結子のクラブ通いの件で学校に問い詰めてきた結子の母から、事件の関与を追及されてしまう。更に、真央から「結子のクラブ通いの証拠を持っている。」と吹き込まれ、一時的に恐怖して屋上に逃げ込む。時を同じくして、結子が両親によって監禁されて心身共に追い詰められ、自殺しようとする電話を聞いてしまう。それでも恵美は、自殺しようとした結子を助けるため、古いパイプを伝って降りようとするも、突如パイプが壊れたことによって転落死してしまう。 結子が自殺した時とほとんど同じタイミングだったからか、結子と恵美の葬儀は合同に行われた。 過去に彩菜が真莉達のグループ(この時点で美穂はまだ彩菜の味方だった。)にいじめられるようになった時は結子と一緒に庇っていた。 |
| 古賀 美里   | 入院 | 問題集を探しに行った麻衣の後を追うように図書室に訪れたが、彩菜に脅された翔太によって倒された本棚に麻衣ともども下敷きとなって重傷を負う。 |
| 小林 政敏   | 不明 | ある理由で嫌がらせを結衣と杏奈がしていたことを知り、哲也と共に2人を問い詰めているところに警察が来る。共犯と思われたのか、2人と共に警察に来てと言われるが、彼と哲也は警察に連行されている描写がないため、本当に逮捕されたのかは不明。 |
| 渋谷 真央   | 逮捕 | 詩織と一緒に彩菜を自殺に追い込むようないじめをした理由は、真莉の彩菜への復讐を実現させるためだった。真莉・詩織とは小学校の時から仲が良く、「運命共同体」と信じ切るほどであり、彩菜への復讐が終わったら三人で幸せになろうという約束を交わしていた。鞠莉の父親が自殺した時は心から真莉を気に掛けていて、真莉が不良集団から酷いレイプをされた現場や自殺しようとした現場を見た時は心からショックを受けていた。 真莉を助けるために学校へ乗り込んだ彩菜を探している中、彩菜の不意打ちによって重体。 最終的には入院。顔面骨折と自殺未遂を起こしては情緒不安定が続いている状況。 |
| 志水 哲也   | 不明 | ある理由で嫌がらせを結衣と杏奈がしていたことを知り、政敏と共に2人を問い詰めているところに警察が来る。共犯と思われたのか、2人と共に警察に来てと言われるが、彼と政敏は警察に連行されている描写がないため、本当に逮捕されたのかは不明。 |
| 菅原 千鶴   | 不明 | 彩菜が仕組んだ援助交際で楓が自分を売ろうと思い込んだことで、彼女と絶縁。 |
| 瀬尾 優斗   | 不明 | 彩菜の策で一真に池田沙知とデートしている現場を見られ、一真によって顔面が二倍以上に腫れ上がる怪我を負わされた挙げ句、一真によって何人もの女性と浮気していた事実を暴露され、それを知った沙知に嫌われ、一方的に別れを告げられた。 |
| 滝嶋 結子   | 死亡 | クラブの男友達に諭されて彩菜と仲直りしようと決心した矢先、クラブ通いが彩菜の策によって親にバレてしまい、激しい折檻の末に自室に監禁状態にされる。そして、心身ともに追い詰められ、撮影好きで自分がクラブに通っていることを知っている恵美が親にバラしたと思い込み、最後に彼女に電話を掛けて「裏切り者」と恨み言を遺して自殺。 恵美が事故死した時とほとんど同じタイミングだったからか、結子と恵美の葬儀は合同に行われた。 過去に彩菜が真莉達のグループ(この時点で美穂はまだ彩菜の味方だった)にいじめられるようになった時は真莉達を厳しく責めた事もあった。 |
| 塚本 美穂   | 死亡 | 実は真莉のグループに属していたのは、彩菜を陰から守り抜こうとするためであった。彩菜が公園で真央と詩織、不良男子達と共にリンチされていた時は、こっそりと蓮に連絡して助けを求めていた。真莉に拉致・拘束された後、自身が隠し持っていた携帯電話(連絡先は彩菜ただ一人。)を真莉に使わせて彩菜の携帯電話に「早く来い。さもなければ美穂を殺す。」といった旨のメッセージを電話会社で保存される記録をいくつも残した。 最終的には、ただでさえ病弱であった自身の体が限界を迎えた末、死亡。しかし、これが真莉の復讐計画に大きな誤算をもたらす切っ掛けとなる。 更に彼女こそが、今作のいじめ事件について完全ではないが、真の黒幕を掴んでいるキーパーソンである。 |
| 辻村 健太郎 | 入院 | (彩菜に脅された形で、)祐樹から教えられた嘘の集合場所で祐樹・亮の2人と合流しようとしたが、途中で警察に見つかり逃げ出そうとするも、重要参考人として捕まってしまう。警察で事情聴取を受けている中で倉庫の火災で祐樹と梨乃が大怪我した事件を知った事で、彩菜が復讐をしていると悟った。 その後は祐樹と梨乃、自身を含む3人で自首した亮が帰ってくる日を待つと決めた。 |
| 常盤 蓮     | 入院 | 実は彩菜のことを、2年生の時に保健室で介抱されて以降、密かに好意を抱くようになっていた。彩菜に直接危害を加えようとせず、一真・大輔が彩菜に絡もうとしたのをぶっきらぼうに止めていたのはそのため。 彩菜が公園で真央と詩織に不良男子達と共にリンチされていた時は、美穂の連絡で助けに入った。その後は彩菜を蓮の自宅らしき場所で介抱する。彩菜が意識を取り戻した後、真莉の本性と本当の狙い・美穂の彩菜に対する想いやこれまでの行動の理由を全て打ち明けた。信じようとしない彩菜を素直じゃないながら真剣に諭し彩菜が気絶した後(実際は、彩菜が気絶を装っていて、その後部屋から抜け出し学校に駆け付けた。)、自身が真莉との決着を付けるために真莉が待つ学校へ単身で向かうも、その途中で彩菜の断りなしで復讐に現れた藍の不意打ちにより腹部を負傷。 その後、駆け付けた彩菜に藍が復讐に囚われている危険性と「生きろ。アイツ(美穂)の想いを無駄にするな。」と叱咤激励し倒れる。後に亮が119番通報して救急搬送されたことで、一命を取り留める。裕也に彼の自宅で会ってから藍に刺されるまで右手を中々見せない描写があったが、実は裕也と自身の間にある落とし前を付けるため、自らナイフで自身の右手を刺して出来た傷であった。 彩菜が意識不明の重体になった際は、唯一欠かさず様子を見に来ていた。そして、病院に来ていた山瀬裕也が今作のいじめ事件の本当の黒幕であると看破し問い詰めるも、既に蓮だけではどうにもならない状態になっていた。 |
| 夏目 麻衣   | 入院 | 問題集を探しに美里とともに図書室に来た際、彩菜に脅された翔太によって倒された本棚に美里ともども下敷きとなって重傷を負う。 |
| 野村 藍     | 死亡 | 美穂が学校に拉致された後、彩菜の復讐を遂げようと勝手に行動し、邪魔をする蓮を不意打ちで重傷を負わせた。この時、物語が進むにつれて露わになりつつあった狂気が、全面的に出しながら高笑いしていた。 その後、鞠莉の下に現れ襲い掛かるも、返り討ちに遭った上に拘束されてしまう。真央に復讐をした彩菜と再会するも、彩菜から「もう用済み。消えて。」と残酷に突き放され呆然としてしまう。 最終的には突如現れた翔太によって殺害される。 |
| 藤沢 彩菜   | 入院 | 小説版では死亡。漫画版の中盤では、父の秘密を知ったことで、遂に絶縁を言い渡されてしまう。 その後も止められない怒りと憎悪を抱えながら復讐を止めずに実行していく中、真莉に呼ばれた公園で真央と詩織に不良男子からリンチを受けるも、蓮に助けられる。その後、蓮から真莉の本性と真の目的、美穂が変わらず自分のことを親友として想っていることを聞かされる。最初は信じようとしなかった彩菜だが、蓮に諭されていく内に美穂が自分を守り支えようとしていることに気付いた。美穂を助けに行こうと行動するも、蓮に止められもみ合いになる中、転んだ拍子に気絶してしまう(実際は、彩菜が気絶を装っていて、その後部屋から抜け出し学校に駆け付けた。)。彩菜が学校に駆け付けた頃には、蓮は突然現れた藍によって重傷を負わされていた。この時彩菜は、蓮が自分を助け守ろうとしていることにようやく気付いた。そして蓮から、藍が復讐に囚われている危険性と「生きろ。アイツ(美穂)の想いを無駄にするな。」と叱咤激励され、「必ず助けるから」と約束する。 学校に乗り込み美穂を見つけ出すも、既に美穂は命を落としていた。その後は美穂を失った悲しみと怒りに任せて、遭遇した真央を不意打ちで大怪我を負わせ、自分を探す真莉を窓の外から不意打ちして死闘が始まる。死闘の中で、真莉が彩菜を殺し、彩菜の父の大切なモノを奪おうとすることを聞かされるも、その時点では彩菜の父とは絶縁しており、事実を知った真莉は呆気に取られてしまう。そして死闘の末に彩菜が真莉の心臓を刺した形で決着が付く。 後にまだ復讐していない詩織を探す中、山瀬によって解放され、チェーンソーと異常なまでの狂気を持った翔太が現れ襲われてしまう。追いかけまわされた挙句、出口と間違えて高い所から転落してしまい、意識不明の重体になった。彩菜が心の中で求めていたのは、両親が笑顔で待っていて、親友の美穂といて、仲の良かった結子と恵美が待つ学校で楽しく過ごす何気ない日常だった。 |
| 峰嶋 貴史   | 不明 | 彩菜の策でクラス内で起きた窃盗事件の犯人に仕立て上げられる。その後、何かしらの処分が下った模様。 |
| 三輪 楓     | 不明 | 彩菜が仕組んだ援助交際で、食いついた不良集団に連れ去られレイプされた挙句、千鶴の父親を通じて千鶴から絶縁される。 |
| 山瀬 裕也   | 入院 | 物語の最終盤、彩菜と腹違いの兄弟であることと本事件の黒幕であることをレンに看破される。周囲の誰にも分からないばかりか黒幕と思わせる要素を殆ど感じさせない振る舞いで事件を自身の掌の上で転がしていた。 非常に高い学力だけでなく、生まれた時から観察力や人の心を読む能力に異常に長けている事、独自に経営学や経済学を学んでその知識と知恵を活用し、実家が華道教室であり華の扱いに長けている事を利用して真莉の父親を自殺に追い込み、真莉を復讐に走らせ、いじめ事件を裏で操っていた張本人である。 最後は本作における事件を「全て予想通り。」、「本当につまらない事件だったよ。」と吐き捨てた。挙句、自分たちの生きている世界がつまらない人間が作る限り永劫に変わらない旨の憂いを込めたメッセージを蓮に伝えた。 |
| 結城 真莉   | 死亡 | 彩菜へのいじめにおける真の首謀者であり、物語開始直後、彩菜を車の走っている道路に押し出した張本人である。 幼少の頃、町工場を経営する父と仲良く暮らしていたが、彩奈の父親が経営している藤沢グループに半ば強引に優秀な人材を引き抜かれたことを皮切りに経営が悪化し、倒産に追い込まれている。鞠莉の父は闇金融から借りたお金も含めて膨大な借金を抱え、苦悩の末に自殺してしまう。この時に父から「心は綺麗なままでいてくれ」と教えられたことで荒むことはなく、彩菜を含む藤沢家への恨みを押し殺しており、彩奈ともクラスメイトとして悪くない関係を築いていた。 しかし、中学生になったある日不良集団に襲われ、鞠莉の父を酷く罵られるばかりか鞠莉を「クズの娘」と断じられた挙句レイプされてしまう。この時、真央と詩織が襲われた現場を見た時は既に心が壊れてしまい、無意識に忘れようとしていた恨みを爆発させて彩奈イジメをはじめることになった。過去には何度もリストカットによる自殺未遂を起こしている。この時から、鞠莉の父を自殺に追い込んだ相手に凄まじい憎悪を抱えてしまう。そして真央と詩織と共に「大切な人を失う悲しみを味わわせてやる」と決意、父を自殺に追い込んだ相手の娘つまり彩菜を自殺に追い込む復讐を抱くようになった。実行役の真央と詩織を中心に彩菜を凄惨ないじめを行うようになった。 欠席者を出すにつれクラスが崩壊し、彩菜が振り分けられた南ヶ原中学校に転入した後、真央と詩織の2人と仲違いし始めたり要所で彩菜をフォローしていたのは、彩菜を油断させるための壮大な芝居だった。美穂を人質に取った後、彩菜に美穂から奪った携帯電話で「来なければ美穂を殺す」という旨の連絡をするも、全て電話会社の記録として残ってしまうばかりか、美穂が死亡したことを知った時は作戦が狂ってしまい大きく動揺した。それでも、彩菜への復讐を止めようとせず直接始末しようと実行に移すも、一人になった所を彩菜から不意打ちされたことで死闘が始まる。その中で、彩菜に自分の復讐は正当性があることや自分の大切なモノを奪った相手に復讐するために生きてきたことを抱えてきた鬱憤や憎悪を彩菜にぶつけた。しかし、彩菜から告げられたのは、「父から絶縁された事実」であり、自身のしてきたことのほとんどが無意味になったことを悟る。そして、彩菜との死闘の末に、復讐に巻き込んだ真央と詩織や死んだ父親を想いながら死亡。 |
| 吉永 翔太   | 入院 | 精神崩壊を起こし、彩菜が入院している病棟とは別の隔離病棟へ入院。 |
| 若槻 梨乃   | 入院 | 彩菜の策で隠れ家までおびき寄せられ、下着姿にさせられた上で拘束される。その後、彩菜が放火したことによって全身に大火傷を負ってしまうも、辛うじて生存。 その後は祐樹と健太郎、自身を含む3人で自首した亮が帰ってくる日を待つと決めた。 |

## 書誌情報
- 山崎烏（原作）、要龍（作画） 『復讐教室』 双葉社〈アクションコミックス〉 全7巻
  1. 2013年11月12日発売 ISBN 978-4-575-84311-8
  2. 2014年4月19日発売 ISBN 978-4-575-84397-2
  3. 2014年9日23発売 ISBN 978-4-575-84489-4
  4. 2015年3月10日発売 ISBN 978-4-575-84594-5
  5. 2015年9月10日発売 ISBN 978-4-575-84683-6
  6. 2016年3月17日発売 ISBN 978-4-575-84773-4
  7. 2016年10月22日発売 ISBN 978-4-575-84865-6

## 小説
上述の通り、小説版は『復讐の唄』の題名でE★エブリスタに投稿され、2012年に双葉社から同名で単行本が刊行された。後に漫画版第1巻と同時期に双葉文庫版が刊行された際、漫画版と同じく『復讐教室』に改題された。2017年から2018年には双葉ジュニア文庫（全2巻）も刊行されている。なお、漫画版とは一部登場人物の名前、性格などに相違がある。
続編として、『復讐教室 連鎖』がある。

### あらすじ（小説）
中学3年の藤沢彩菜は学校でいじめられていた。それはいじり、無視、物隠しなどの生易しいものでは留まらず、カツアゲ、レイプ、暴行など熾烈を極めていた。
最終的には精神的に追い詰められ、自殺願望を抱いてしまう。だが、考えても苦しまず楽に死ぬ方法などありもしなかった。そんな中、自分の死後、クラスメイトの行く末を考える。逮捕される者、将来を閉ざされる者、その姿を見てみたい。それを生きる最後の糧にしよう。ここに藤沢彩菜の復讐劇が幕を開ける。

### 書誌情報（小説）
- 山崎烏 『復讐の唄』 双葉社（単行本） 2012年10月31日発売、ISBN 978-4-575-23790-0
- 山崎烏 『復讐教室』 双葉社（双葉文庫） 2013年11月14日発売、ISBN 978-4-575-51632-6
- 山崎烏 『復讐教室』 双葉社（双葉社ジュニア文庫） 全2巻
  1. 2017年11月15日発売、ISBN 978-4-575-24071-9
  2. 2018年3月21日発売、ISBN 978-4-575-24085-6
- 山崎烏 『復讐教室 連鎖』 双葉社（双葉文庫） 2014年5月15日発売、ISBN 978-4-575-51678-4